# Franz Suchomel
Franz Suchomel (ur. 3 grudnia 1907 w Czeskim Krumlovie, zm. 18 grudnia 1979 w Altötting) – Niemiec sudecki, krawiec, SS-Unterscharführer, uczestnik akcji T4, członek personelu obozów zagłady w Treblince i Sobiborze, skazany w pierwszym procesie załogi Treblinki na karę sześciu lat więzienia.

## Życiorys
Urodził się w mieście Krumau w Kraju Sudeckim (ob. Český Krumlov). Z zawodu był krawcem. W 1936 roku przejął zakład krawiecki ojca, dwa lata później otworzył kolejny sklep. Po zawarciu układu monachijskiego stał się obywatelem III Rzeszy. Został powołany do Wehrmachtu, lecz szybko powrócił do cywila, gdyż jego przedsiębiorstwo uznano za ważne z punktu widzenia niemieckiego wysiłku wojennego. W latach 1940–1942 był członkiem personelu akcji T4. Służył w „ośrodku eutanazji” w Hadamarze oraz w centrali programu, która mieściła się przy Tiergartenstraße 4 w Berlinie. W tej ostatniej pełnił funkcję asystenta w laboratorium fotograficznym.
Podobnie jak wielu innych wykonawców akcji T4 został przeniesiony do okupowanej Polski, aby wziąć udział w eksterminacji Żydów. W związku z przydziałem do personelu akcji „Reinhardt” przyznano mu także stopień SS-Unterscharführera. 20 sierpnia 1942 roku wraz z siedmioma innymi weteranami T4 przybył do obozu zagłady w Treblince. Początkowo uczestniczył w przyjmowaniu transportów na rampie kolejowej oraz nadzorował barak, w którym żydowskie kobiety i dzieci rozbierały się przed udaniem się do komór gazowych. Później powierzono mu nadzór nad komandem „złotych Żydów” (Goldjuden) oraz nad warsztatami krawieckim i szewskim. Jako szef komanda odpowiedzialnego za gromadzenie i sortowanie pieniędzy, złota i kosztowności podlegał bezpośrednio komendantowi obozu. Ocalali Żydzi w większości zapamiętali go jako jednego z nielicznych członków załogi, którzy traktowali więźniów stosunkowo łagodnie. Miał w szczególności okazywać pewne względy Żydom pochodzącym z Czechosłowacji.

W porównaniu do innych był stosunkowo przyzwoity. To nie znaczy, że Suchomel nas nie bił, oni wszyscy nas bili – relacja Richarda Glazara.

Nie wszyscy ocalali więźniowie przedstawiali jednak Suchomela w relatywnie pozytywnym świetle. Kalman Taigman i Moszek Laks zeznali, że byli świadkami, jak zmuszał kobiety, by rozebrały się do naga, po czym pędził je do komór gazowych, zadając ciosy pejczem i krzycząc: „pośpieszcie się, woda zaraz wystygnie!” Miał także strzelać do tłumu podczas „rozładunku” transportów na obozowej rampie. Bronka Sukno zeznała ponadto, że pewnego razu widziała, jak Suchomel próbował odebrać żydowskiej dziewczynce lalkę, która mu się spodobała. Gdy ta stawiła opór, doszło do szarpaniny, w której konsekwencji zastrzelił jej matkę. Oskarżono go także o zabicie kobiety, która usiłowała się ukryć pod stosem zrabowanych ubrań.
W październiku 1943 roku, w związku z postępującą likwidacją obozu, został przeniesiony do ośrodka zagłady w Sobiborze. Kilka tygodni później obóz ten również został zlikwidowany, a Suchomel, podobnie jak większość weteranów akcji „Reinhardt”, został przeniesiony na wybrzeże Adriatyku. Uczestniczył tam w walkach z jugosłowiańską i włoską partyzantką. Po upadku III Rzeszy znalazł się w amerykańskiej niewoli. W sierpniu 1945 roku został zwolniony z obozu jenieckiego. Od 1949 roku mieszkał w bawarskim Altötting. 
W 1959 roku Centrala Badania Zbrodni Narodowosocjalistycznych w Ludwigsburgu wszczęła śledztwo w sprawie zbrodni popełnionych w Treblince, w którym Suchomel był jednym z pierwszych podejrzanych. Akt oskarżenia przeciwko niemu i trzynastu innym esesmanom został wniesiony 29 stycznia 1963 roku. W czerwcu tegoż roku został tymczasowo aresztowany. Był sądzony w pierwszym procesie załogi Treblinki, który toczył się w Düsseldorfie w latach 1964–1965. Prokuratura postawiła mu zarzut morderstwa i zażądała dla niego kary dożywotniego pozbawienia wolności. Sędziowie uznali jednak, że zgromadzone dowody nie pozwalają udowodnić Suchomelowi własnoręcznego mordowania Żydów. Wyrokiem z 3 września 1965 roku został uznany winnym jedynie pomocnictwa w zbiorowym mordzie na 300 tys. osób. Skazano go na karę sześciu lat więzienia.
W 1969 roku uzyskał zwolnienie warunkowe. Po wyjściu na wolność udzielił wywiadów Gitcie Sereny i Claude’owi Lanzmannowi (ten ostatni znalazł się w filmie Shoah). Zmarł w Altötting w grudniu 1979 roku.